# Tadamus scriptus
Tadamus scriptus är en bäcksländeart som först beskrevs av František Klapálek 1912.  Tadamus scriptus ingår i släktet Tadamus och familjen rovbäcksländor. Inga underarter finns listade i Catalogue of Life.